# 김성훈 (연예매니저)
김성훈(본명 김종승, 영어명 제이슨김)은 대한민국의 연예매니저이다. 배우 장자연을 폭행한 혐의로 기소되어 2010년 11월 유죄 판결을 받았다.

## 같이 보기
- 장자연
- 장자연 사건